# Danmarksmesterskabsturneringen 1927-28
Danmarksmesterskabsturneringen 1927-28 var den 15. sæson om Danmarksmesterskabet i fodbold for herrer organiseret af Dansk Boldspil-Union. Turneringen begyndte den 28. august 1927 og sluttede den 13. juni 1928. Der blev ikke kåret nogen vinder af turneringen.
Mesterskabet blev afgjort i en slutrunde mellem de fem kredsvindere fra den indledende runde, hvor holdene spillede en enkeltturnering alle-mod-alle. På sidste spilledag kunne Boldklubben Frem i den afgørende kamp i slutrunden sikre sig Danmarksmesterskabet i Københavns Idrætspark ved blot at få et point mod B 1903. Men Frem tabte 2-4, og dermed sluttede B.93, Frem og B 1903 med lige mange point. Da de tre hold også stod lige i de indbyrdes opgør, dekreterede DBU (i henhold til turneringens propositioner) omkampe mellem de tre klubber.
Organiseringen af omkampene løb imidlertid ind i problemer. Som forsvarende danmarksmester og vinder af KBU-turneringen i 1928 havde KBU udvalgt B.93 til en turné i Norge, mens B 1903 i anlending af klubbens 25 års-jubilæum havde arrangeret et stævne, bl.a. med deltagelse af FK Viktoria Žižkov fra Tjekkoslovakiet. B 1903 var dog ivrige efter at få spillet omkampene, mens Frem tværtimod helst ville være fri. Til gengæld var det længe uklart, om B.93 kunne stille op til omkampene på grund af Norgesturen, hvilket var afgørende for omkampene, fordi DBU samtidig med fastsættelse af datoerne havde bestemt, at mesterskabet ikke ville blive uddelt, hvis to af de tre klubber ikke ønskede at deltage i omkampene.
Den 27. juni 1928 skulle B.93 møde Frem i den første kamp i slutspillet, men to dage før meddelte både Frem og B.93, at de ikke var i stand til at stille med et hold. Eftersom to af de tre klubber i omspillet dermed havde meldt afbud, besluttede unionen, at der ikke skulle kåres nogen mester. I 2020 henvendte B.93 sig imidlertid til Dansk Boldspil-Union for at få unionen til at revurdere den 92 år gamle beslutning om ikke at kåre en DM-vinder i sæsonen 1927-28. Klubben anmodede om at få tildelt mesterskabet på grundlag af bedste målkvotient i slutrunden, subsidiært at mesterskabet blev delt mellem de tre hold, der endte på samme pointtal i slutrunden.
Undervejs var der flere usædvanlige resultater. B 1903 vandt i deres første kamp 11-0 på udebane over Rønne BK, hvor angriberen Michael Rohde blev noteret for otte mål. Og KB kvalificerede sig ikke til slutrunden, da holdet led nederlag til både Horsens fS og Fremad Amager.
Handelsstandens Boldklub (HB) fra København leverede en stor sensation ved at nå blandt de fem hold i slutrunden. Blandt andet slog HB favoritterne AB med 4-3 efter at have været bagud 0-3 ved pausen.
I slutrunden tabte favoritterne B.93 deres første kamp med 0-1 til Frem, som efter yderligere sejre over HB og Fremad Amager lå til at vinde titlen, men som altså snublede i det sidste opgør mod B 1903.

## Baggrund
I 1927 besluttede DBU at oprette en landsdækkende fodboldturnering som afløser for Landsfodboldturneringen. 20 hold blev fordelt i fem kredse med hver fire hold, der spillede en enkeltturnering alle-mod-alle, med tre kampe til hvert hold. De fem kredsvindere kvalificerede sig til slutrunden, hvor holdene også spillede en enkeltturnering alle-mod-alle, hvilket gav fire kampe til hvert hold. Ved pointlighed gjaldt resultater af indbyrdes kampe.
Fordelingen af klubber fra lokalunionerne blev som følger: Københavns Boldspil-Union (7 klubber), Jydsk Boldspil-Union (4 klubber), Fyns Boldspil-Union (3 klubber), Sjællands Boldspil-Union (3 klubber), Lolland-Falsters Boldspil-Union (2 klubber) og Bornholms Boldspil-Union (1 klub). Lokalunionerne valgte de bedst placerede hold fra de respektive regionale mesterskaber for sæsonen 1926-27.

## Indledende runde

### Kreds 1
| Pos | Hold          | K | V | U | T | M+ | M- | MR    | P | Oprykning                    |
| --- | ------------- | - | - | - | - | -- | -- | ----- | - | ---------------------------- |
| 1   | Fremad Amager | 3 | 2 | 0 | 1 | 9  | 6  | 1,500 | 4 | Kvalifikation til slutrunden |
| 2   | Horsens fS    | 3 | 2 | 0 | 1 | 12 | 7  | 1,714 | 4 |                              |
| 3   | KB            | 3 | 1 | 0 | 2 | 3  | 7  | 0,429 | 2 |                              |
| 4   | Viborg FF     | 3 | 1 | 0 | 2 | 6  | 10 | 0,600 | 2 |                              |

1. 1 2  Indbyrdes resultat: Fremad Amager - Horsens fS 5–2.
2. 1 2  Indbyrdes resultat: Viborg FF - KB 1–2.

Kampe:

28/8 1927: Horsens fS - KB 2-1

4/9 1927: Horsens fS - Viborg FF 8-1

18/9 1927: Viborg FF - Fremad Amager 4-0

13/11 1927: KB - Fremad Amager 0-4 (Spillet på neutral bane i Københavns Idrætspark)

25/3 1928: Viborg FF - KB 1-2

5/4 1928: Fremad Amager - Horsens fS 5-2

### Kreds 2
| Pos | Hold   | K | V | U | T | M+ | M- | MR    | P | Kvalifikation                |
| --- | ------ | - | - | - | - | -- | -- | ----- | - | ---------------------------- |
| 1   | HB     | 3 | 2 | 1 | 0 | 10 | 8  | 1,250 | 5 | Kvalifikation til slutrunden |
| 2   | AGF    | 3 | 1 | 2 | 0 | 5  | 3  | 1,667 | 4 |                              |
| 3   | B 1913 | 3 | 0 | 2 | 1 | 8  | 9  | 0,889 | 2 |                              |
| 4   | AB     | 3 | 0 | 1 | 2 | 7  | 10 | 0,700 | 1 |                              |

Kampe:

28/8 1927: B 1913 - AB 4-4

4/9 1927: B 1913 - AGF 1-1

18/9 1927: AGF - HB 2-2

2/10 1927: HB - B 1913 4-3

16/10 1927: AB - HB 3-4 (Spillet på neutral bane i Københavns Idrætspark)

1/4 1928: AGF - AB 2-0

### Kreds 3
| Pos | Hold          | K | V | U | T | M+ | M- | MR    | P | Kvalifikation                |
| --- | ------------- | - | - | - | - | -- | -- | ----- | - | ---------------------------- |
| 1   | B.93 (M)      | 3 | 2 | 1 | 0 | 12 | 3  | 4,000 | 5 | Kvalifikation til slutrunden |
| 2   | Korsør BK     | 3 | 1 | 1 | 1 | 10 | 10 | 1,000 | 3 |                              |
| 3   | B 1909        | 3 | 1 | 1 | 1 | 6  | 10 | 0,600 | 3 |                              |
| 4   | Fredericia BK | 3 | 0 | 1 | 2 | 5  | 10 | 0,500 | 1 |                              |

1. 1 2  Indbyrdes resultat: B 1909 - Korsør 0-6.

Kampe:

28/8 1927: Korsør - B.93 1-7

4/9 1927: Fredericia - Korsør 3-3

11/9 1927: B.93 - B 1909 2-2

18/9 1927: B 1909 - Fredericia 4-2

5/4 1928: B 1909 - Korsør 0-6

15/4 1928: Fredericia - B.93 0-3

### Kreds 4
| Pos | Hold            | K | V | U | T | M+ | M- | MR    | P | Kvalifikation                |
| --- | --------------- | - | - | - | - | -- | -- | ----- | - | ---------------------------- |
| 1   | BK Frem         | 3 | 2 | 1 | 0 | 15 | 2  | 7,500 | 5 | Kvalifikation til slutrunden |
| 2   | OB              | 3 | 2 | 0 | 1 | 8  | 9  | 0,889 | 4 |                              |
| 3   | Skovshoved IF   | 3 | 1 | 0 | 2 | 3  | 11 | 0,273 | 2 |                              |
| 4   | Frem Sakskøbing | 3 | 0 | 1 | 2 | 3  | 7  | 0,429 | 1 |                              |

Kampe:

4/9 1927: Frem Sakskøbing - Frem 1-1

11/9 1927: OB - Skovshoved 4-0

25/9 1927: Frem - OB 7-1

25/9 1927: Frem Sakskøbing - Skovshoved 0-3

5/4 1928: Skovshoved - Frem 0-7

9/4 1928: OB - Frem Sakskøbing 3-2

### Kreds 5
| Pos | Hold      | K | V | U | T | M+ | M- | MR    | P | Kvalifikation                |
| --- | --------- | - | - | - | - | -- | -- | ----- | - | ---------------------------- |
| 1   | B 1903    | 3 | 2 | 1 | 0 | 19 | 3  | 6,333 | 5 | Kvalifikation til slutrunden |
| 2   | B 1901    | 3 | 2 | 1 | 0 | 18 | 7  | 2,571 | 5 |                              |
| 3   | Haslev IF | 3 | 1 | 0 | 2 | 10 | 13 | 0,769 | 2 |                              |
| 4   | Rønne BK  | 3 | 0 | 0 | 3 | 2  | 26 | 0,077 | 0 |                              |

1. 1 2  Indbyrdes resultat B 1901 - B 1903 3-3. B 1903 videre til slutrunden på bedre målkvotient.

Kampe:

28/8 1927: Rønne BK - B 1903 0-11

18/9 1927: B 1901 - Rønne BK 9-0

25/9 1927: Haslev - B 1901 4-6

6/11 1927: B 1901 - B 1903 3-3

1/4 1928: B 1903 - Haslev 5-0

5/4 1928: Rønne BK - Haslev 2-6

## Slutrunde
Alle kampe blev spillet i Idrætsparken, København.

### Slutstilling
| Pos | Hold          | K | V | U | T | M+ | M- | MR    | P |
| --- | ------------- | - | - | - | - | -- | -- | ----- | - |
| 1   | B.93 (M)      | 4 | 3 | 0 | 1 | 20 | 6  | 3,333 | 6 |
| 1   | B 1903        | 4 | 3 | 0 | 1 | 15 | 7  | 2,143 | 6 |
| 1   | Frem          | 4 | 3 | 0 | 1 | 18 | 11 | 1,636 | 6 |
| 4   | Fremad Amager | 4 | 1 | 0 | 3 | 10 | 26 | 0,385 | 2 |
| 5   | HB            | 4 | 0 | 0 | 4 | 10 | 23 | 0,435 | 0 |

1. 1 2 3  Hverken B 1903, B.93 eller Frem blev erklæret som vindere denne sæson. Indbyrdes resultater: B.93–BK Frem 0–1, B 1903–B.93 1–3, BK Frem–B 1903 2–4

### Resultater
| 4. maj 1928 |

| BK Frem | 8 - 3   | HB                                                    |
| --- | ------- | ----------------------------------------------------- |
| Sofus Johansen 8' · Svend Hansen 21', 71' · Henri Olsen 28' · Pauli Jørgensen 45' 47' 83' · Aksel Andersen 60' | (4 - 0) | Kaj Nielsen 65' · Ole Olsen 67' · Ejner Nielsen 87' · |

| Idrætsparken, København Dommer: Otto Remke |

| 6. maj 1928 |

| HB                            | 2 - 3   | B 1903                                               |
| ----------------------------- | ------- | ---------------------------------------------------- |
| Kaj Nielsen · Henning Nielsen | (0 - 1) | Axel Hansen · Viggo Jørgensen 60' · Fridtjof Steen · |

| Idrætsparken, København |

| 13. maj 1928 15.15 |

| B 1903                                                                                             | 7 - 0   | Fremad Amager |
| -------------------------------------------------------------------------------------------------- | ------- | ------------- |
| Carl "Skomager" Hansen 10' 85' · Axel Hansen 18' · Ernst Nilsson 55' 72' · Viggo Jørgensen 70' 80' | (2 - 0) |               |

| Idrætsparken, København |

| 13. maj 1928 |

| B.93 | 0 - 1   | BK Frem               |
| ---- | ------- | --------------------- |
|      | (0 - 1) | Pauli Jørgensen 33' · |

| Idrætsparken, København Tilskuere: 11.000 Dommer: Peter Remtoft |

| 25. maj 1928 |

| HB                                 | 2 - 8   | B.93                                                                          |
| ---------------------------------- | ------- | ----------------------------------------------------------------------------- |
| Kaj Nielsen 1-0' · Henning Nielsen | (1 - 4) | Michael Rohde · Georg Hansen · Carl Kircheiner · Anthon Olsen · Poul Jensen · |

| Idrætsparken, København |

| 29. maj 1928 19.00 |

| Fremad Amager                             | 4 - 3   | HB                            |
| ----------------------------------------- | ------- | ----------------------------- |
| Ejler Krak · Henrik Selchau · Ernst Quick | (2 - 1) | Kaj Nielsen · Ejner Nielsen · |

| Idrætsparken, København |

| 29. maj 1928 19.00 |

| B.93          | 9 - 2 | Fremad Amager |
| ------------- | ----- | ------------- |
| Michael Rohde |       |               |

| Idrætsparken, København |

| 10. juni 1928 19.00 |

| B 1903                     | 1 - 3   | B.93                                      |
| -------------------------- | ------- | ----------------------------------------- |
| Carl "Skomager" Hansen 58' | (0 - 0) | Edvard Olsen 61' 83' · Georg Hansen 90' · |

| Idrætsparken, København |

| 10. juni 1928 19.00 |

| Fremad Amager              | 4 - 7   | BK Frem                                                                                     |
| -------------------------- | ------- | ------------------------------------------------------------------------------------------- |
| Ernst Quick 3' 18' 43' 81' | (3 - 5) | Sofus Johansen 14' 19' · Svend Hansen 14' · Pauli Jørgensen 32' · Kaj Uldaler 38' 53' 73' · |

| Idrætsparken, København Tilskuere: 2.000 Dommer: Poul Dreiøe |

| 13. juni 1928 19.00 |

| BK Frem                            | 2 - 4   | B 1903                                                         |
| ---------------------------------- | ------- | -------------------------------------------------------------- |
| Kaj Uldaler 36' · Svend Hansen 83' | (1 - 2) | Ernst Nilsson 32' · Fridtjof Steen 34' · Axel Hansen 47' 75' · |

| Idrætsparken, København Tilskuere: 8.000 Dommer: Otto Remke |